# جيريمي غيدز
جيريمي غيدز (بالإنجليزية: Jeremy Geddes)‏ هو رسام أسترالي، ولد في 1974 في نيوزيلندا.